# Matilde Sánchez
Matilde Sánchez (sinh năm 1958) là một nhà báo, nhà văn và dịch giả người Argentina. Bắt đầu từ năm 1982, bà đã phát triển sự nghiệp trong lĩnh vực báo chí văn hóa. Bà đã biên tập cho tờ báo Văn hóa và Quốc gia của Clarín, cũng như Ñ Magazine.

## Sự nghiệp chuyên nghiệp
Matilde Sánchez học tại Escuela Superior de Comercio Carlos Pellegrini. Tác phẩm đầu tiên của bà là tiểu sử của Hebe de Bonafini. Năm 1992, bà xuất bản cuốn tiểu thuyết đầu tiên của mình, La ingratitud, dành riêng cho cha bà và điều đó diễn ra ở Berlin. Chủ đề du lịch được tái diễn trong tác phẩm của bà, và theo nhà văn Silvia Hopenhayn, "xuất hiện như một trải nghiệm cơ bản" từ tiểu thuyết đầu tiên của bà.
Các tác phẩm của bà đã nhận được sự chỉ trích tích cực từ các nhà văn khác, chẳng hạn như Carlos Fuentes của Mexico, người đã đánh giá La ingratitud, El dock và El craddnes là đặc biệt đáng chú ý, và Beatriz Sarlo, người đã viết về La ingratitud: "Đó là một tác phẩm đáng chú ý vì sự thông minh của nó, vì sự an toàn kiên định của tác phẩm mà không do dự, và cho khả năng biến nó thành một bộ phim tình cảm với khoảng cách tương tự như quan sát một thành phố nước ngoài. "  Daniel Link, lần lượt, mô tả về bà ấy trên blog cá nhân của ông là một trong những nhà văn giỏi nhất trong thế hệ của bà ấy. Nhà văn Miguel Vitagliano cho rằng El dock là cuốn tiểu thuyết hay nhất thập niên 1990.

## Tác phẩm

### Viễn tưởng
- La ingratitud (1992). Tiểu thuyết ban đầu được xuất bản bởi Biên tập A. Korn và phát hành lại vào năm 2011 bởi Biên tập Mardulce.
- Bến tàu El (1993). Cuốn tiểu thuyết. Biên tập Planeta.
- La canción de las ciudades (1999). Những câu chuyện du lịch được xuất bản bởi Seix Barral.
- El tuyệt vọng (2007). Cuốn tiểu thuyết. Biên tập Alfaguara.
- Vật liệu Los daños (2011). Penguin Random House Biên tập biên tập Argentina.

### Phi hư cấu
- Lịch sử de vida (1985). Tiểu sử của Hebe de Bonafini. Biên tập Nuevo Extremo.
- Las reglas del secreto (1993). Tuyển tập được chú thích về công việc của Silvina Ocampo. Quỹ văn hóa kinh tế.
- Evita, imágenes de una pasión. Bài báo cáo. Biên tập Planeta.
- Sueño rebelde. Báo cáo về Che Guevara. Biên tập Icaria.

## Giải thưởng và học bổng
- Học bổng Guggenheim (1994) [7]
- Hiệp hội Hiệp sĩ-Wallace (Đại học Michigan)
- Chung kết 1 năm 1992 Premio Planeta de Novela cho El dock

## Cuộc sống cá nhân
Con trai cả của Matilde Sánchez là nhà báo Valentín Pauls, từ mối quan hệ của bà với Cristian Pauls.